# Джироламо Фракасторо
Джироламо Фракасторо (італ. Girolamo Fracastoro; 1476—1478, Верона — 6 серпня 1553, Аффі) — італійський лікар, філософ, астроном, фізик, географ, письменник.

## Життєпис
Народився у Падуї між 1476 та 1478 роками. Був сьомою дитиною в сім'ї. Серед його товаришів дитинства був Миколай Коперник. Джироламо закінчив Падуанський університет, швидко проявив себе здібним студентом, його призначено тьютором (букв. захисником) — репетитором своїх співучнів. Він склав іспити на лікаря у 1502 році. Згодом певний час жив у Вероні і Венеції.
Як відомо, наприкінці XV — на початку XVI століття в Європі спалахнула тяжка епідемія сифілісу, яку завезли до Європи конкістадори. В Італію її поширили французьки вояки. Бачачи цю хворобу, сталої назви якої не було, Фракасторо відгукнувся створенням поеми «Сифіліс, або Про галльську хворобу» («Syphilidis, sive Morbi Gallici») (написана 1521 року, опубліковано 1530 року). Поема оповідає про те, як пастух на ім'я Сифілус настільки розгнівав давньогрецьких богів Олімпу, що вони його покарали жахливою хворобою, що уразила все його тіло висипом, бубонами і виразками. Звертаючись до міфів і байок, Фракасторо описав у поетичній формі, але не відмовляючись від точності, симптоми та ліки від цієї хвороби.
У 1545 році римський Папа Павло III призначив його лікарем ради Тренто (Concilio di Trento), і саме він порадив у зв'язку з цим зміщення місця розташування ради з Тренто до Болоньї через епідемію епідемічного висипного тифу в регіоні. Як самого дієвий засіб проти поширення хвороби Фракасторо висунув ізоляцію хворих і ретельне прибирання і очищення місця, де знаходився хворий. За порадою Фракасторо на дверях будинків, де знаходилися хворі, стали червоною фарбою писати хрест, на його вимогу під час епідемії замикали лавки, установи, суди і навіть вищі державні установи, не впускали в церкви жебраків і забороняли різні збори.

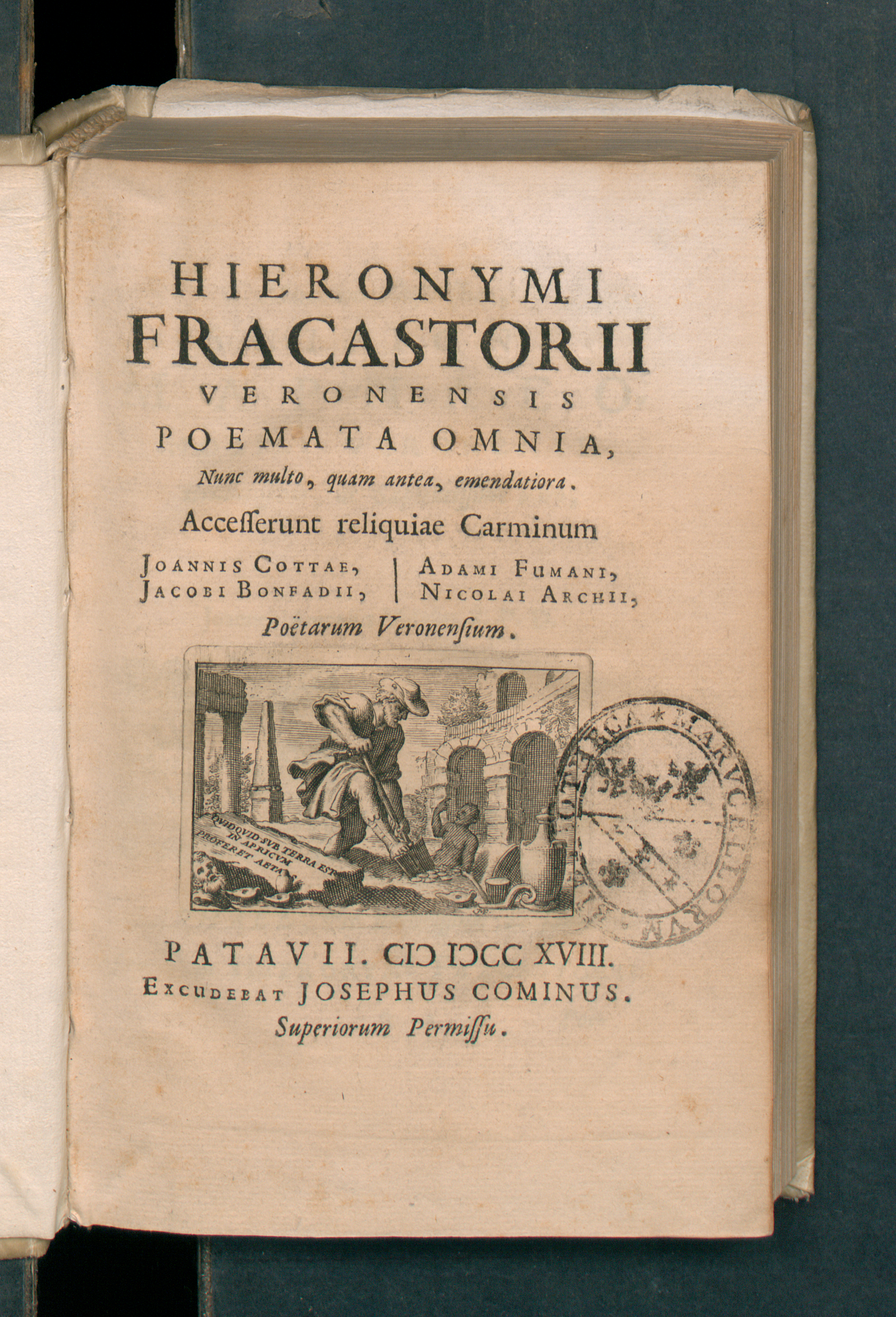
Поема Фракасторо «Poemata Omnia», 1718

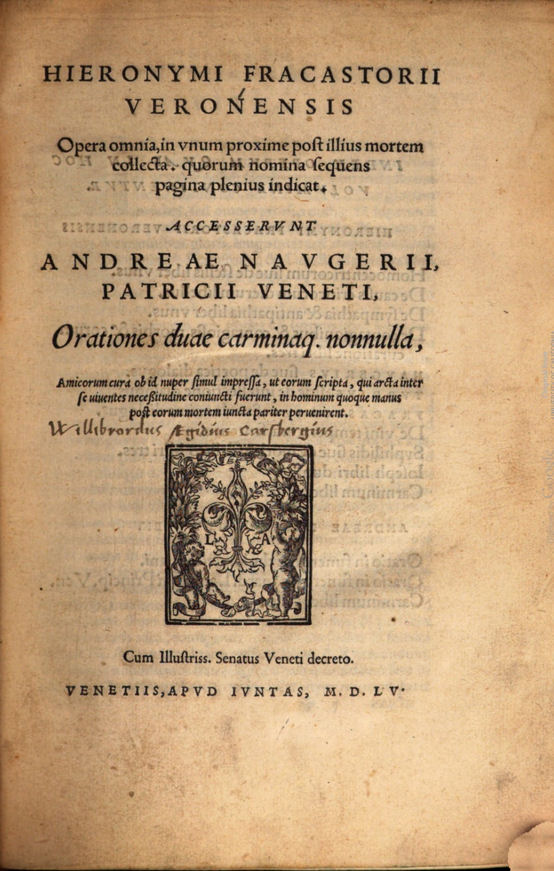
Opera omnia, посмертне видання 1555 року

У 1546 році він ввів у медицину поняття «контагії — це ураження, що переходить від одного до іншого», маючи на увазі ті хвороби, які були заразними, що було у XIX столітті трансформовано у термін інфекція. У своїй основній роботі «Про контагії, контагіозні хвороби і лікування» (De contagione, contagiosis morbis et eorum curatione) він припустив, що епідемії спричинюють крихітні частинки («насіння»),
|  | Причина — це суть ті недоступні нашим відчуттям частки ..., які відтепер ми будемо називати насінням (зародками) контагії» |

Вони переносяться від хворої людини через прямий, непрямий (або навіть зоровий) і на відстані (через повітря) контакт. «Насіння» в його понятті було ближче до хімічних або атомістичних елементів, ніж до живих істот.
Фракасторо мав широкі інтереси, які ширилися від астрономії до філософії, від поетики до ботаніки, від медицини до гідравліки. Йому був притаманний ретельно вивірений енциклопедизм. Він написав три філософсько-психологічні діалоги: Naugerius sive de Poetica Dialogus (1540), Turrius sive de Intellectione та Fracastorius sive de Anima, який не встиг закінчити. Писав, зокрема, про рефракцію світла, першим ввів у науковий вжиток термін «полюс» по відношенню до Землі. Фракасторо складав також вірші.
У похилому віці він прийняв пропозицію Папи римського Юлія III і переїхав до Риму, давши згоду обійняти посаду особистого лікаря папи. Помер у Аффі.

## Основні твори
- Syphilidis, sive Morbi Gallici (1530) («Сифіліс, або Про галльську хворобу»)
- De Vini Temperatura (1534) («Про температуру вина»)
- Homocentricorum, sive de Stellis, liber unus' de Causis Criticorum dierum, libellus (1535) («Гомоцентричність або про зірки, одна з причин для щоденної критики»)
- De sympathia et antipathia rerum liber unus (1537) («Симпатія чи антипатія, щось одне»)
- Homocentrica (1538) («Гомоцентрія»)
- Naugerius sive de Poetica Dialogus (1540) («Поетичні діалоги»)
- De contagione, contagiosis morbis et eorum curatione (1546) («Про контагії, контагіозні хвороби і лікування»)

Повне зібрання творів Фракасторо (Opera omnia) перший раз було опубліковане в 1555 році у венеціанському видавництві «Джунта» і згодом неодноразово перевидано.

## Пам'ять
- 3625 Фракасторо — астероїд, названий на честь лікаря
- Фракасторо — кратер на Місяці